# Francesco Gennaro Roero
Francesco Gennaro Filippo Innocente Roero, conte di Monticelli (Torino, 10 aprile 1758 – 1842) è stato un generale e politico italiano, ufficiale veterano delle guerre napoleoniche, tra il 1823 e il 1824 ricoprì la carica di Viceré, Luogotenente e Capitano generale del Regno di Sardegna.

## Biografia

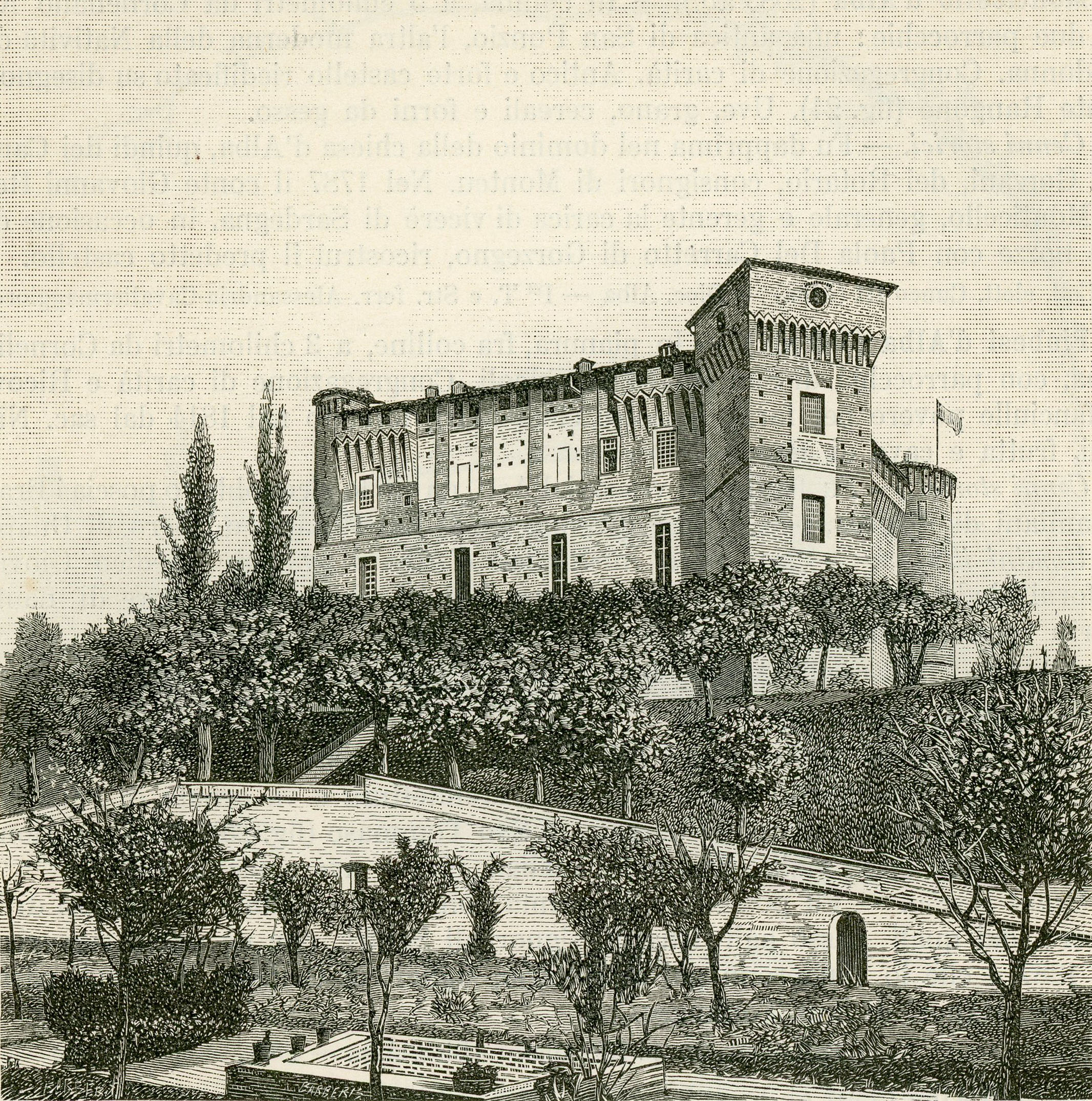
Il castello dei Roero a Monticello d'Alba.

Nacque a Torino il 10 aprile 1758. Arruolatosi nell'Armata Sarda intraprese la carriera militare, e nel 1787 sposò la marchesa Paola del Carretto di Gorzegno. Combatte durante la guerra delle Alpi, distinguendosi come ufficiale di cavalleria, venendo decorato con la Croce di Cavaliere dell'Ordine dei Santi Maurizio e Lazzaro.  Divenuto maggior generale nel 1818, fu capitano generale di Sardegna, e il 1 dicembre 1821 fu insignito della Gran Croce dell'Ordine dei Santi Maurizio e Lazzaro e all'epoca ricopriva l'incarico di gran maresciallo in seconda dello stesso ordine. Tra il 1823 e il 1824 ricoprì interinalmente l'incarico di Viceré, Luogotenente e Capitano generale del Regno di Sardegna. Promosso luogotenente generale delle regie armate nel 1833, in quello stesso anno fu messo a riposo. Si spense nel 1842.

### Fonti
1. 1 2 3 4 5 6  Ilari, Shamà 2008, p. 438.
2. ↑   Calendario generale pe' Regii Stati pubblicato con autorità del Governo e, 1826,  p. 122. URL consultato il 12 marzo 2021.